# Bondarvsvallsberget
Bondarvsvallsberget este o arie protejată (arie specială de conservare — SAC, sit de importanță comunitară — SCI) din Suedia întinsă pe o suprafață de 17,7 ha, integral pe uscat.

## Localizare
Centrul sitului Bondarvsvallsberget este situat la coordonatele 61°39′28″N 15°58′26″E / 61.6579°N 15.9739°E.

## Înființare
Situl Bondarvsvallsberget a fost declarat sit de importanță comunitară în ianuarie 1998 pentru a proteja un număr necunoscut de specii din flora spontană și fauna sălbatică aflate în arealul zonei. Situl a fost protejat și ca arie specială de conservare în martie 2011.

## Biodiversitate
Situată în ecoregiunea boreală, aria protejată conține 4 habitate naturale: Păduri fino-scandinave bogate în ierburi cu Picea abies, Mlaștini turboase de tranziție și turbării mișcătoare, Taiga vestică, Izvoare fino-scandinave și mlaștini produse de izvoare bogate în minerale.
La baza desemnării sitului se află un număr nedeclarat de specii protejate.